# Ahmedabad (distrikt)
Ahmedabad är ett distrikt i delstaten Gujarat i Indien. Administrativ centralort är Ahmedabad. Vid folkräkningen 2011 hade Ahmedabad 7 208 200 invånare. Folkräkningen från 2001  visade att Ahmedabad hade 5 816 519 invånare; 1 152 986 av dessa bodde på landsbygden och 4 663 533 bodde i tätorter.

## Demografi
Av den kvinnliga befolkningen i Ahmedabad är 80,29% läskunniga, av männen är 92,44% läskunniga. Hinduism är den vanligaste religionen med 4 921 747 troende, islam näst störst med 662 799 troende. 170 093 personer är jainister.